# Japanischer Garten (Buenos Aires)

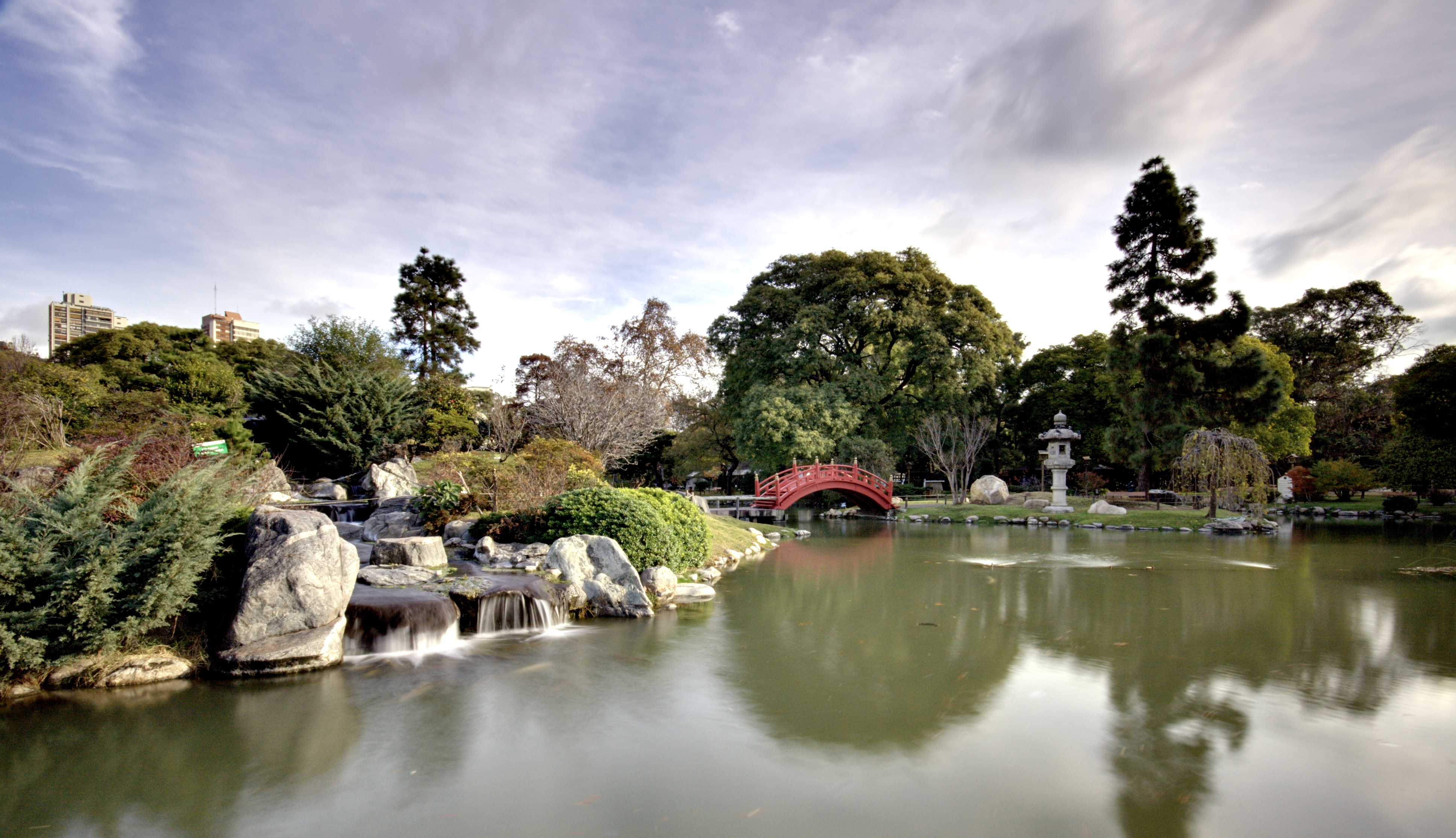
Ansicht des Karpfenteichs

Der Japanische Garten von Buenos Aires (spanisch Jardín Japonés de Buenos Aires) ist ein öffentlicher Park, der von der Japanisch-Argentinischen Kulturstiftung verwaltet wird. Er ist Teil des Parque Tres de Febrero und einer der größten seiner Art außerhalb Japans.

## Überblick
Nach dem Abriss eines ähnlichen, aber kleineren, Gartens in Retiro, sicherte sich die Japanisch-Argentinische Kulturstiftung ein zwei Hektar großes Grundstück an der Nord-Ost-Ecke des Parque Tres de Febrero, um dort einen Ersatz zu schaffen. 1967 fertiggestellt, wurde der Park anlässlich eines Staatsbesuches des (damaligen) japanischen Kronprinzen Akihito und seiner Frau Michiko eröffnet.
Der Eingang an der Avenida Figueroa Alcorta führt zu der Parkanlage, einem Kulturzentrum, einem buddhistischen Tempel, einem Restaurant, einem Gewächshaus, das bekannt ist für seine Sammlung von Bonsais und einem Souvenirgeschäft, in dem man auch Samen asiatischer Pflanzen erhalten kann.
Der See im Mittelpunkt des Gartens wird von zwei Brücken überspannt, von denen eine zu einer Insel mit medizinischen Kräutern aus Japan führt. Er ist umgeben von japanischer Flora, u. a. Kirschbäumen, Katsura, Ahornbäumen und Azaleen. Der Park beherbergt aber auch Gewächse, die typisch für Südamerika sind, u. a. Tipuana und Florettseidenbaum. Im See kann man Koi-Karpfen beobachten.
Des Weiteren kann man im Park eine japanische Friedensglocke und eine große Steinlaterne (japanisch: Ishidoro) sowie weitere Skulpturen und Objekte aus Granit sehen.